# Велоспорт на літніх Олімпійських іграх 2020 — групова шосейна гонка (жінки)
Групова шосейна гонка серед жінок на Літніх Олімпійських іграх 2020 відбулася 25 липня 2021 року на трасі, що починається в парку Мусасіноморі і закінчується на Автодромі Фудзі в Токіо. У змаганнях взяли участь 67 спортсменок з 43 країн.

## Передумови
Це була 10-та поява цієї дисципліни на Олімпійських іграх. Її проводили на всіх літніх Олімпійських іграх починаючи з 1984 року.

## Кваліфікація
Національний олімпійський комітет (НОК) може надіслати для участі в груповій гонці щонайбільше 4  велосипедистки. Всі квоти отримує НОК, який сам вибирає велосипедисток, що беруть участь у змаганнях. Загалом для участі в гонці було виділено 67 квот. З них 62 розподілено відповідно до світового рейтингу UCI за країнами. Очки для цього рейтингу розігрували під час елітних змагань та змагань до 23 років у сезоні 2019 року (від 22 жовтня 2018 року до 22 жовтня 2019 року). П'ять країн із найвищим рейтингом одержали  максимальні 4 квоти: Нідерланди, Італія, Німеччина, США та Австралія. Країни, що посіли з 6-го по 13-те місця, одержали по 3 квоти, з 14-го по 22-ге - по 2. Спеціальне правило надавало можливість особам, що входять до топ-100, але чия країна не входила до топ-22, одержати квоти (які замінили б країни з найнижчим рейтингом). Ця умова стосувалась 17 спортсменок, тому всім країнам з 14-го по 22-ге місця кількість квот зменшено до однієї, і майже всім 6-го по 13-те місця - до двох. Ще 3 квоти розподілено в рамках чемпіонатів Африки, Азії та Панамерики 2019 року; квоти одержали по одній країні на кожному чемпіонаті, чиї велогонщиці посіли найвищі місця, але права на таку квоту не мали країни, у яких вже була принаймні одна квота. Останні 2 квоти були зарезервовані для країни-господарки; якби країна-господарка вже здобула одну чи дві квоти через інші змагання, то їх було б перерозподілено відповідно до світового рейтингу UCI за країнами. На ці змагання Японія вже заробила 1 квоту, тому отримала тільки 1 квоту як країна господарка, а другу перерозподілено. Оскільки кваліфікація завершилась до 22 жовтня 2019 року, то пандемія COVID-19 на неї не вплинула.

## Формат змагань і траса
Групова шосейна гонка - одноденна гонка, що розпочинається з мас-старту. Траси для чоловічих і жіночих групових шосейних гонок оголошено в серпні 2018 року. Гонки стартують в Парку Мусасіноморі в Тьофу, на заході Токіо, а фінішують на автодромі Автодромі Фудзі у префектурі Сідзуока. Жіноча шосейна гонка завдовжки 137 кілометрів із загальною висотою підняття 2692 метра.
Перша частина чоловічої та жіночої гонок ідентична. Спочатку траса пройде переважно рівнинними околицями столичного району Токіо. Через 80 кілометрів буде довгий підйом по дорозі Доуші із загальною висотою підняття 1000 метрів. Після досягнення озера Яманакако у Яманасі і подолання перевалу Кагосака буде швидкий спуск завдовжки 15 кілометрів. Від цієї точки траси для чоловіків і жінок різняться.
Після спуску чоловіча гонка попрямує до піжніжжя гори Фудзі, де підніматиметься вгору впродовж 14,3 кілометра із середнім ухилом 6,0%. Потім гонщики попрямують на ділянку Автодорому Фудзі, де двічі перетнуть фінішну лінію, а потім розпочнуть останню частину гонки, під час якої перетнуть пік перевалу Мікуні. Довжина цього підйому становить 6,8 кілометра, а його висота - 1159 метрів із середнім ухилом 10,2%, а на деяких ділянках до 20%. Після підйому гонка повернеться до озера Яманакако і перевалу Кагосака, а потім фінішує на Автодромі Фудзі.
Жіноча гонка оминає ці складні ділянки одразу прямує до Автодрому Фудзі.

## Розклад
Змагання в цій дисципліні відбуваються впродовж одного дня.
| З | Попередні заїзди | ЧФ | Чвертьфінали | ПФ | Півфінали | Ф | Фінали |

| Дисципліна↓/Дата →    | 24 лип | 25 лип | 26 лип | 27 лип | 28 лип | 29 лип | 30 лип \|31 лип | 30 лип \|31 лип | 1 сер |  |
| --------------------- | ------ | ------ | ------ | ------ | ------ | ------ | --------------- | --------------- | ----- |  |
| Групова шосейна гонка |        |        |        |        |        |        |                 |                 |       |  |
| Шосейна гонка (жінки) |        | Ф      |        |        |        |        |                 |                 |       |  |

## Результати
| Місце | #  | Велогонщиця                 | Країна                           | Час     | Diff.  |
| ----- | -- | --------------------------- | -------------------------------- | ------- | ------ |
| 1     | 48 | Анна Кізенгофер             | Австрія (AUT)                    | 3:52:45 |        |
| 2     | 2  | Аннемік ван Влейтен         | Нідерланди (NED)                 | 3:54:00 | +1:15  |
| 3     | 7  | Еліза Лонго Боргіні         | Італія (ITA)                     | 3:54:14 | +1:29  |
| 4     | 20 | Лотте Копецкі               | Бельгія (BEL)                    | 3:54:24 | +1:39  |
| 5     | 4  | Маріанне Вос                | Нідерланди (NED)                 | 3:54:31 | +1:46  |
| 6     | 11 | Ліза Бреннауер              | Німеччина (GER)                  | 3:54:31 | +1:46  |
| 7     | 28 | Корін Рівера                | США (USA)                        | 3:54:31 | +1:46  |
| 8     | 6  | Марта Каваллі               | Італія (ITA)                     | 3:54:31 | +1:46  |
| 9     | 57 | Забелінська Ольга Сергіївна | Узбекистан (UZB)                 | 3:54:31 | +1:46  |
| 10    | 10 | Сесіліе Уттруп Людвіґ       | Данія (DEN)                      | 3:54:31 | +1:46  |
| 11    | 22 | Ліззі Дейнан                | Велика Британія (GBR)            | 3:54:31 | +1:46  |
| 12    | 33 | Маргаріта Вікторія Гарсія   | Іспанія (ESP)                    | 3:54:31 | +1:46  |
| 13    | 31 | Ешлі Мулман                 | ПАР (RSA)                        | 3:54:31 | +1:46  |
| 14    | 25 | Катаржина Невядома          | Польща (POL)                     | 3:54:31 | +1:46  |
| 15    | 1  | Анна ван дер Брегген        | Нідерланди (NED)                 | 3:54:31 | +1:46  |
| 16    | 43 | Керо-Енн Кануель            | Канада (CAN)                     | 3:55:05 | +2:20  |
| 17    | 50 | Олена Омелюсик              | Білорусь (BLR)                   | 3:55:05 | +2:20  |
| 18    | 24 | Марта Лах                   | Польща (POL)                     | 3:55:13 | +2:28  |
| 19    | 40 | Євгенія Буяк                | Словенія (SLO)                   | 3:55:13 | +2:28  |
| 20    | 41 | Крістін Маєрус              | Люксембург (LUX)                 | 3:55:13 | +2:28  |
| 21    | 64 | Ері Йонаміне                | Японія (JPN)                     | 3:55:13 | +2:28  |
| 22    | 49 | Паула Патіньйо              | Колумбія (COL)                   | 3:55:15 | +2:30  |
| 23    | 12 | Ліане Ліпперт               | Німеччина (GER)                  | 3:55:17 | +2:32  |
| 24    | 54 | Омер Шапіра                 | Ізраїль (ISR)                    | 3:55:23 | +2:38  |
| 25    | 3  | Демі Воллерінґ              | Нідерланди (NED)                 | 3:55:41 | +2:56  |
| 26    | 16 | Тіффані Кромвелл            | Австралія (AUS)                  | 3:55:41 | +2:56  |
| 27    | 26 | Анна Пліхта                 | Польща (POL)                     | 3:55:08 | +3:13  |
| 28    | 34 | Ане Сантестебан             | Іспанія (ESP)                    | 3:56:04 | +3:19  |
| 29    | 29 | Ліа Томас                   | США (USA)                        | 3:56:07 | +3:22  |
| 30    | 36 | Жульєтт Лабу                | Франція (FRA)                    | 3:56:07 | +3:22  |
| 31    | 27 | Хлоя Дагерт                 | США (USA)                        | 3:58:51 | +6:06  |
| 32    | 44 | Елісон Джексон              | Канада (CAN)                     | 3:59:47 | +7:02  |
| 33    | 52 | Тереза Нойманова            | Чехія (CZE)                      | 3:59:47 | +7:02  |
| 34    | 56 | Арленіс Сьєрра              | Куба (CUB)                       | 3:59:47 | +7:02  |
| 35    | 47 | Раса Лелейвіте              | Литва (LTU)                      | 3:59:47 | +7:02  |
| 36    | 45 | Лія Кірхман                 | Канада (CAN)                     | 3:59:47 | +7:02  |
| 37    | 37 | Катріне Олеруд              | Норвегія (NOR)                   | 3:59:52 | +7:07  |
| 38    | 67 | Na Ah-reum                  | Південна Корея (KOR)             | 4:01:08 | +8:23  |
| 39    | 39 | Тамара Дронова              | Олімпійський комітет Росії (ROC) | 4:01:08 | +8:23  |
| 40    | 17 | Сара Джиґанті               | Австралія (AUS)                  | 4:01:08 | +8:23  |
| 41    | 13 | Ганна Людвіґ                | Німеччина (GER)                  | 4:01:08 | +8:23  |
| 42    | 21 | Юлі Ван де Велде            | Бельгія (BEL)                    | 4:01:08 | +8:23  |
| 43    | 63 | Хіромі Канеко               | Японія (JPN)                     | 4:01:08 | +8:23  |
| 44    | 5  | Марта Бастіанеллі           | Італія (ITA)                     | 4:02:16 | +9:31  |
| 45    | 30 | Рут Вайндер                 | США (USA)                        | 4:02:16 | +9:31  |
| 46    | 35 | Marlen Reusser              | Швейцарія (SUI)                  | 4:02:16 | +9:31  |
| 47    | 15 | Ґрейс Бравн                 | Австралія (AUS)                  | 4:02:16 | +9:31  |
| 48    | 8  | Сорая Паладін               | Італія (ITA)                     | 4:08:40 | +15:55 |
|       | 9  | Емма Норсґор Йорґенсен      | Данія (DEN)                      | DNF     |        |
|       | 14 | Тріксі Воррак               | Німеччина (GER)                  | DNF     |        |
|       | 18 | Аманда Спретт               | Австралія (AUS)                  | DNF     |        |
|       | 19 | Валері Демей                | Бельгія (BEL)                    | DNF     |        |
|       | 23 | Анна Шеклі                  | Велика Британія (GBR)            | DNF     |        |
|       | 32 | Карла Оберголзер            | ПАР (RSA)                        | DNF     |        |
|       | 38 | Стіне Борґлі                | Норвегія (NOR)                   | DNF     |        |
|       | 42 | Валерія Кононенко           | Україна (UKR)                    | DNF     |        |
|       | 46 | Джутатіп Маніпхан           | Таїланд (THA)                    | DNF     |        |
|       | 51 | Вера Лоозер                 | Намібія (NAM)                    | DNF     |        |
|       | 53 | Агва Маріна Еспінола        | Парагвай (PAR)                   | DNF     |        |
|       | 55 | Лісбет Салазар              | Мексика (MEX)                    | DNF     |        |
|       | 58 | Селам Амха                  | Ефіопія (ETH)                    | DNF     |        |
|       | 59 | Мосана Дебесай              | Еритрея (ERI)                    | DNF     |        |
|       | 60 | Марія Хосе Варгас           | Коста-Рика (CRC)                 | DNF     |        |
|       | 61 | Сунь Цзяцзюнь               | Китай (CHN)                      | DNF     |        |
|       | 62 | Антрі Хрістофору            | Кіпр (CYP)                       | DNF     |        |
|       | 65 | Каталіна Сото               | Чилі (CHI)                       | DNF     |        |
|       | 66 | Теніел Кемпбелл             | Тринідад і Тобаго (TTO)          | DNF     |        |